# Copa Libertadores 1991
W trzydziestej drugiej edycji Copa Libertadores udział wzięło 21 klubów reprezentujących wszystkie kraje zrzeszone w CONMEBOL. Każde z 10 państw wystawiło po 2 kluby, nie licząc broniącego tytułu paragwajskiego klubu Club Olimpia, który awansował do 1/8 finału bez gry.
Olimpia nie zdołała obronić tytułu, choć dotarła do samego finału. W półfinale trzeci raz z rzędu starła się z kolumbijskim klubem Atlético Nacional, wygrywając dwumecz dzięki jedynej bramce, jaka padła w obu meczach. W finale obrońcy tytułu zmierzyli z chilijskim klubem CSD Colo-Colo. Także w finale drużyna CSD Colo-Colo, po bezbramkowym remisie w Asunción, pokonała 3:0 Olimpię i jako pierwsza w historii drużyna chilijska sięgnęła po najwyższe trofeum klubowe Ameryki Południowej.
Żaden z klubów reprezentujących kraje należące do wielkiej trójki południowoamerykańskiego futbolu (Argentyna, Brazylia i Urugwaj) nie zagrał w finale. Tylko Boca Juniors dotarł do półfinału, gdzie przegrał z drużyną CSD Colo-Colo.
W pierwszym etapie 20 klubów podzielono na 5 grup po 4 drużyny. Z każdej grupy do następnej rundy awansowały trzy najlepsze zespoły. Jako szesnasty klub do 1/8 finału awansowała broniąca tytułu Olimpia.
W 1/8 finału wylosowano osiem par, które wyłoniły ośmiu ćwierćfinalistów. W ćwierćfinale wylosowano cztery pary, które wyłoniły czterech półfinalistów. W półfinale dwie pary wyłoniły dwóch finalistów.
Z „wielkiej trójki” do ćwierćfinału, poza Boca Juniors, dotarł uwugwajski klub Nacional oraz brazylijski klub CR Flamengo. Finalista z poprzedniego sezonu, ekwadorski klub Barcelona SC, tym razem nie zdołał awansować do 1/8 finału, zajmując ostatnie miejsce w grupie. Kolejny raz wysoki poziom zaprezentowały kluby z Kolumbii.

## 1/16 finału

### Grupa 1Argentyna,Boliwia
| 27.02 Boca Juniors – River Plate 4:3 - Diego Fernando Latorre (2), Blas Armando Giunta, Víctor Hugo Marchesini – Juan José Borrelli (2, 1k), Gustavo Miguel Zapata |
| 27.02 Club Bolívar – Oriente Petrolero 2:0 - Luis Fernando Salinas, Jorge Alberto Hirano                                                                           |
| 05.03 Club Bolívar – River Plate 4:1 - Luis Fernando Salinas (3), Daniel Hernández – Ramón Ismael Medina Bello                                                     |
| 08.03 Oriente Petrolero – River Plate 1:1 - Arturo García – Rubén Fernando da Silva                                                                                |
| 12.03 Club Bolívar – Boca Juniors 2:0 - Miguel Sanabria (2) |
| 15.03 Oriente Petrolero – Boca Juniors 1:0 - Arturo García |
| 20.03 Oriente Petrolero – Club Bolívar 2:1 - Modesto Molina, Rolando Coimbra – Miguel Sanabria                                                                     |
| 20.03 River Plate – Boca Juniors 0:2 - Gabriel Omar Batistuta (2)                                                                                                  |
| 26.03 River Plate – Club Bolívar 2:0 - Hernán Edgardo Díaz, Juan José Borrelli                                                                                     |
| 29.03 Boca Juniors – Club Bolívar 0:0 |
| 02.04 River Plate – Oriente Petrolero 3:1 - Hernán Edgardo Díaz, Rubén Fernando da Silva, Ramón Ismael Medina Bello – Modesto Molina                               |
| 05.04 Boca Juniors – Oriente Petrolero 0:0 |

| Klub              | Mecze | Zw | Rem | Por | Pkt | BrZd | BrStr |
| ----------------- | ----- | -- | --- | --- | --- | ---- | ----- |
| Club Bolívar      | 6     | 3  | 1   | 2   | 7   | 9    | 5     |
| Boca Juniors      | 6     | 2  | 2   | 2   | 6   | 6    | 6     |
| Oriente Petrolero | 6     | 2  | 2   | 2   | 6   | 5    | 7     |
| River Plate       | 6     | 2  | 1   | 3   | 5   | 10   | 12    |

### Grupa 2Chile,Ekwador
| 20.02 Deportes Concepción – CSD Colo-Colo 0:0                                                                               |
| 20.02 Barcelona SC – LDU Quito 0:1 - Pietro Raúl Marsetti                                                                   |
| 26.02 Deportes Concepción – Barcelona SC 1:0 - Juan Carlos Almada k                                                         |
| 01.03 CSD Colo-Colo – Barcelona SC 3:1 - Rubén Espinoza, Marcelo Barticciotto, Sergio Salgado – Freddy Egberto Bravo        |
| 05.03 Barcelona SC – Deportes Concepción 2:2 - David Bravo, Osvaldo Salvador Escudero – Juan Carlos Almada, Óscar Lee Chong |
| 08.03 LDU Quito – Deportes Concepción 4:0 - Pietro Raúl Marsetti (2), Carlos Ernesto Berrueta (2)                           |
| 13.03 CSD Colo-Colo – Deportes Concepción 2:0 - Marcelo Barticciotto, Ricardo Dabrowski                                     |
| 13.03 LDU Quito – Barcelona SC 0:0                                                                                          |
| 19.03 Deportes Concepción – LDU Quito 3:0 - Héctor Correa (2), José Pérez                                                   |
| 22.03 CSD Colo-Colo – LDU Quito 3:0 - Ricardo Dabrowski (2), Gabriel Mendoza                                                |
| 02.04 Barcelona SC – CSD Colo-Colo 2:2 - Jimmy Gustavo Montanero, Rubén Darío Insúa – Rubén Espinoza, Ricardo Dabrowski     |
| 05.04 LDU Quito – CSD Colo-Colo 0:0                                                                                         |

| Klub                | Mecze | Zw | Rem | Por | Pkt | BrZd | BrStr |
| ------------------- | ----- | -- | --- | --- | --- | ---- | ----- |
| CSD Colo-Colo       | 6     | 3  | 3   | 0   | 9   | 10   | 3     |
| LDU Quito           | 6     | 2  | 2   | 2   | 6   | 5    | 6     |
| Deportes Concepción | 6     | 2  | 2   | 2   | 6   | 6    | 8     |
| Barcelona SC        | 6     | 0  | 3   | 3   | 3   | 5    | 9     |

### Grupa 3Brazylia,Urugwaj
| 20.02 CR Flamengo – Corinthians Paulista 1:1 (mecz rozegrano w Cuiabá) - Marcelinho Carioca – Fabinho                                                 |
| 20.02 Club Nacional de Football – CA Bella Vista 3:0 - Pena, Julio César Dely Valdés, Wilson Núñez                                                    |
| 26.02 CA Bella Vista – CR Flamengo 2:2 - Henry López Báez, Barboza – Toninho, Júnior                                                                  |
| 01.03 Club Nacional de Football – CR Flamengo 0:1 - Nélio                                                                                             |
| 11.03 CA Bella Vista – Corinthians Paulista 1:1 - Ricardo Vicente Canals – Mirandinha                                                                 |
| 15.03 Club Nacional de Football – Corinthians Paulista 1:1 - Julio César Dely Valdés – Mirandinha                                                     |
| 20.03 Corinthians Paulista – CR Flamengo 0:2 - Rogério, Gaúcho - mecz przerwany w 84 minucie z powodu zamieszek na trybunach – wynik został zachowany |
| 20.03 CA Bella Vista – Club Nacional de Football 0:3 - Miranda, Edgar Borges, Jorge Cardaccio                                                         |
| 26.03 CR Flamengo – CA Bella Vista 1:1 (mecz rozegrano w z Brasílii) - Marcelinho Carioca – Rubens Navarro                                            |
| 29.03 Corinthians Paulista – CA Bella Vista 4:1 - Giba, Paulo Sérgio (3) – José López Báez                                                            |
| 04.04 CR Flamengo – Club Nacional de Football 4:0 - Marcelinho Carioca, Gaúcho (2), Alcindo                                                           |
| 05.04 Corinthians Paulista – Club Nacional de Football 0:0                                                                                            |

| Klub                      | Mecze | Zw | Rem | Por | Pkt | BrZd | BrStr |
| ------------------------- | ----- | -- | --- | --- | --- | ---- | ----- |
| CR Flamengo               | 6     | 3  | 3   | 0   | 9   | 11   | 4     |
| Corinthians Paulista      | 6     | 1  | 4   | 1   | 6   | 7    | 6     |
| Club Nacional de Football | 6     | 2  | 2   | 2   | 6   | 7    | 6     |
| CA Bella Vista            | 6     | 0  | 3   | 3   | 3   | 5    | 14    |

- Corinthians Paulista zajął drugie miejsce w wyniku losowania

### Grupa 4Paragwaj,Peru
| 20.02 Atlético Colegiales – Cerro Porteño 1:1 - Ortiz – Ramón Hicks                                                             |
| 20.02 Sport Boys Callao – Universitario de Deportes 0:2 - Norberto Martínez, Vargas                                             |
| 06.03 Cerro Porteño – Atlético Colegiales 1:1 - Ramón Hicks – Joaquín Hebert k                                                  |
| 06.03 Universitario de Deportes – Sport Boys Callao 1:3 - Alfonso Orlando Yáñez k – César Augusto Charún, Ramón Anchisi, Suárez |
| 12.03 Sport Boys Callao – Atlético Colegiales 2:2 - Óscar Roberto Tedini, Suárez – Máximo García, Felipe Peralta                |
| 15.03 Universitario de Deportes – Atlético Colegiales 0:0                                                                       |
| 19.03 Sport Boys Callao – Cerro Porteño 1:3 - Suárez – Justo Pastor Jacquet, Ricardo dos Santos (2)                             |
| 22.03 Universitario de Deportes – Cerro Porteño 1:1 - Alfonso Orlando Yáñez k – Justo Pastor Jacquet                            |
| 25.03 Atlético Colegiales – Sport Boys Callao 4:1 - Daniel Navarro, Lilio Torales (3) – Ramón Anchisi                           |
| 28.03 Cerro Porteño – Sport Boys Callao 3:0 - Catalino Rivarola, Justo Pastor Jacquet, Zanahoria Brítez Román                   |
| 02.04 Atlético Colegiales – Universitario de Deportes 2:0 - Felipe Peralta, Lilio Torales                                       |
| 05.04 Cerro Porteño – Universitario de Deportes 0:0                                                                             |

- mecz o pierwsze miejsce z powodu jednakowej liczby punktów i różnicy bramek

| 10.04 Atlético Colegiales – Cerro Porteño 0:1 - Blas Marcelo Cristaldo |

| Klub                      | Mecze | Zw | Rem | Por | Pkt | BrZd | BrStr |
| ------------------------- | ----- | -- | --- | --- | --- | ---- | ----- |
| Cerro Porteño             | 6     | 2  | 4   | 0   | 8   | 9    | 4     |
| Atlético Colegiales       | 6     | 2  | 4   | 0   | 8   | 10   | 5     |
| Universitario de Deportes | 6     | 1  | 3   | 2   | 5   | 4    | 6     |
| Sport Boys Callao         | 6     | 1  | 1   | 4   | 3   | 7    | 15    |

### Grupa 5Kolumbia,Wenezuela
| 23.02 Marítimo Caracas – Táchira San Cristóbal 0:0 |
| 23.02 Atlético Nacional – América Cali 0:2 - Anthony William De Avila, Jorge Orosmán da Silva - mecz rozegrany w San Cristóbal w Wenezueli, z powodu zakazu rozgrywania meczów w ramach rozgrywek międzynarodowych na boiskach Kolumbii                   |
| 26.02 Marítimo Caracas – América Cali 0:1 - Anthony William De Avila |
| 01.03 Táchira San Cristóbal – América Cali 1:1 - Óscar Galeano – Anthony William De Avila |
| 05.03 Marítimo Caracas – Atlético Nacional 1:3 - López – Mauricio Alberto Serna, John Jairo Galeano (2) |
| 08.03 Táchira San Cristóbal – Atlético Nacional 1:2 - Óscar Galeano – Níver Arboleda, Gildardo Biderman Gómez |
| 16.03 Táchira San Cristóbal – Marítimo Caracas 2:1 - Acosta s, Castro – Ferrer |
| 31.03 América Cali – Atlético Nacional 1:0 - Anthony William De Avila - mecz rozegrany w Miami w USA, z powodu zakazu rozgrywania meczów w ramach rozgrywek międzynarodowych na boiskach Kolumbii                                                         |
| 05.04 Atlético Nacional – Táchira San Cristóbal 0:0 - mecz rozegrany w Miami w USA, z powodu zakazu rozgrywania meczów w ramach rozgrywek międzynarodowych na boiskach Kolumbii                                                                           |
| 05.04 América Cali – Marítimo Caracas 2:0 - Anthony William De Avila k, Sergio „Checho” Angulo - mecz rozegrany w Miami w USA, z powodu zakazu rozgrywania meczów w ramach rozgrywek międzynarodowych na boiskach Kolumbii                                |
| 07.04 América Cali – Táchira San Cristóbal 3:2 - Olaya, Alveiro Usuriaga k, Wilmer Cabrera – Muggione, Wilson Arcangel Chacón - mecz rozegrany w Miami w USA, z powodu zakazu rozgrywania meczów w ramach rozgrywek międzynarodowych na boiskach Kolumbii |
| 07.04 Atlético Nacional – Marítimo Caracas 2:2 - John Jairo Galeano, Diego León Osorio – Ferrer, Moravia - mecz rozegrany w Miami w USA, z powodu zakazu rozgrywania meczów w ramach rozgrywek międzynarodowych na boiskach Kolumbii                      |

| Klub                  | Mecze | Zw | Rem | Por | Pkt | BrZd | BrStr |
| --------------------- | ----- | -- | --- | --- | --- | ---- | ----- |
| América Cali          | 6     | 5  | 1   | 0   | 11  | 10   | 3     |
| Atlético Nacional     | 6     | 2  | 2   | 2   | 6   | 7    | 7     |
| Táchira San Cristóbal | 6     | 1  | 3   | 2   | 5   | 6    | 7     |
| Marítimo Caracas      | 6     | 0  | 2   | 4   | 2   | 4    | 10    |

### Obrońca tytułu
| Club Olimpia jako obrońca tytułu awansował do 1/8 finału bez gry |

## 1/8 finału
| Deportes Concepción – América Cali 0:3 i 3:3 - 16.04 Jorge Orosmán da Silva (2), Alexander Escobar - 24.04 Héctor Raimundo Adomaitis, Nichón, Juan Carlos Almada – Anthony William De Avila, Sergio „Checho” Angulo, Freddy Eusebio Rincón (mecz rozegrano w San Cristóbal w Wenezueli) |
| Club Nacional de Football – Club Bolívar 4:1 i 1:1 - 17.04 Julio César Dely Valdés (2), Edgar Borges (2) – Marco Antonio Etcheverry - 24.04 Julio César Dely Valdés – Carlos Ángel López                                                                                                |
| Universitario de Deportes – CSD Colo-Colo 0:0 i 1:2 - 17.04 0:0 - 24.04 Andrés Gonzáles – Rubén Espinoza (2, 1k) |
| Boca Juniors – Corinthians Paulista 3:1 i 1:1 - 17.04 Gabriel Omar Batistuta (2, 1k), Alfredo Óscar Graciani – Giba k - 25.04 Alfredo Óscar Graciani – Paulo Sérgio |
| LDU Quito – Atlético Nacional 2:2 i 0:2 - 17.04 Carlos Ernesto Berrueta, Diego Rodrigo Herrera – Omar Cañas, Mauricio Alberto Serna - 25.04 Omar Cañas, José Ricardo Pérez (mecz rozegrano w San Cristóbal w Wenezueli)                                                                 |
| Club Olimpia – Atlético Colegiales 1:1 i 2:1 - 17.04 Adriano Samaniego – Lilio Torales - 26.04 Luis Alberto Monzón (2) – Felipe Peralta |
| Táchira San Cristóbal – CR Flamengo 2:3 i 0:5 - 18.04 Erixander García, Óscar Galeano – Gaúcho (3) - 24.04 Gaúcho, Marquinho Carioca, Marcelinho Carioca (2), Alcindo |
| Oriente Petrolero – Cerro Porteño 1:1 i 0:2 - 19.04 Celio Alves – Blas Marcelo Cristaldo - 24.04 Ramón Hicks (2) |

## 1/4 finału
| CR Flamengo – Boca Juniors 2:1 i 0:3 - 01.05 Marquinho Carioca, Gaúcho – Gabriel Omar Batistuta k - 08.05 Gabriel Omar Batistuta k, Diego Fernando Latorre (2) |
| Cerro Porteño – Club Olimpia 1:0 i 0:3 - 02.05 Ramón Hicks - 08.05 Luis Alberto Monzón (2), Justo Pastor Jacquet s                                             |
| CSD Colo-Colo – Club Nacional de Football 4:0 i 0:2 - 03.05 Rubén Martínez, Ricardo Dabrowski (2), Rubén Espinoza k - 08.05 Luis Noé (2)                       |
| América Cali – Atlético Nacional 0:0 i 0:2 - 03.05 0:0 (mecz w Miami w USA) - 10.05 Diego León Osorio, Omar Cañas (mecz w San Cristóbal w Wenezueli)           |

## 1/2 finału
| Boca Juniors – CSD Colo-Colo 1:0 i 1:3 - 17.05 Alfredo Óscar Graciani k - 22.05 Diego Fernando Latorre – Marcelo Barticciotto (2), Rubén Martínez |
| Atlético Nacional – Club Olimpia 0:0 i 0:1 - 17.05 0:0 (mecz w San Cristóbal w Wenezueli) - 23.05 Adriano Samaniego                               |

## FINAŁ
| Club Olimpia – CSD Colo-Colo 0:0 i 0:3 |
| 29 maja 1991 Asunción Estadio Defensores del Chaco (48 000) Club Olimpia – CSD Colo-Colo 0:0 Sędzia: Ernesto Filippi (Urugwaj) Club Olimpia: Jorge Antonio Battaglia – Virginio Cáceres, Remigio Fernández, César Castro, Silvio Suárez, Fermin Balbuena, Jorge Alberto Guasch, Luis Alberto Monzón, Carlos Guirland, Adriano Samaniego, Gabriel González. Trener: Luis Cubilla Club Social y Deportivo Colo-Colo: José Daniel Morón – Lizardo Garrido, Javier Margas, Miguel Ramírez, Eduardo Vilches, Gabriel Mendoza, Rubén Espinoza, Jaime Pizarro, Juan Carlos Peralta, Marcelo Barticciotto, Rubén Martínez. Trener: Mirko Jožić |
| 5 czerwca 1991 Santiago Estadio Monumental David Arellano (~66 517) CSD Colo-Colo – Club Olimpia 3:0 (2:0) Sędzia: José Roberto Wright (Brazylia) Bramki: 1:0 Luis Pérez 12, 2:0 Luis Pérez 17, 3:0 Leonel Herrera 84 Club Social y Deportivo Colo-Colo: José Daniel Morón – Lizardo Garrido, Miguel Ramírez, Javier Margas, Eduardo Vilches, Juan Carlos Peralta, Rubén Espinoza, Jaime Pizarro, Gabriel Mendoza (Leonel Herrera), Luis Pérez, Marcelo Barticciotto. Trener: Mirko Jožić Club Olimpia: Jorge Antonio Battaglia – Juan Ramírez, César Castro, Remigio Fernández, Silvio Suárez, Adolfo Ramón Jara Heyn, Fermin Balbuena, Jorge Alberto Guasch, Luis Alberto Monzón, Carlos Guirland, Gabriel González. Trener: Luis Cubilla |

## Strzelcy bramek
| Gole | Piłkarz                  | Klub                      |
| ---- | ------------------------ | ------------------------- |
| 8    | Gaúcho                   | CR Flamengo               |
| 6    | Ricardo Dabrowski        | CSD Colo-Colo             |
| 6    | Anthony William De Avila | América Cali              |
| 5    | Marcelinho Carioca       | CR Flamengo               |
| 5    | Diego Fernando Latorre   | Boca Juniors              |
| 5    | Julio César Dely Valdés  | Club Nacional de Football |
| 5    | Ramón Hicks              | Cerro Porteño             |
| 5    | Lilio Torales            | Atlético Colegiales       |
| 5    | Rubén Espinoza           | CSD Colo-Colo             |

## Klasyfikacja
Poniższa tabela ma charakter statystyczny. O kolejności decyduje na pierwszym miejscu osiągnięty etap rozgrywek, a dopiero potem dorobek bramkowo-punktowy. W przypadku klubów, które odpadły w rozgrywkach grupowych o kolejności decyduje najpierw miejsce w tabeli grupy, a dopiero potem liczba zdobytych punktów i bilans bramkowy.
| Poz                                                                     | Klub                      | Mecze | Zw | Rem | Por | Pkt | BrZd | BrStr |
| ----------------------------------------------------------------------- | ------------------------- | ----- | -- | --- | --- | --- | ---- | ----- |
| 1                                                                       | CSD Colo-Colo             | 14    | 7  | 5   | 2   | 19  | 22   | 8     |
| 2                                                                       | Club Olimpia              | 8     | 3  | 3   | 2   | 9   | 7    | 6     |
| 3                                                                       | Boca Juniors              | 12    | 5  | 3   | 4   | 13  | 16   | 13    |
| 4                                                                       | Atlético Nacional         | 12    | 4  | 5   | 3   | 13  | 13   | 10    |
| 5                                                                       | CR Flamengo               | 10    | 6  | 3   | 1   | 15  | 21   | 10    |
| 6                                                                       | América Cali              | 10    | 6  | 3   | 1   | 15  | 16   | 8     |
| 7                                                                       | Cerro Porteño             | 10    | 4  | 5   | 1   | 13  | 13   | 8     |
| 8                                                                       | Club Nacional de Football | 10    | 4  | 3   | 3   | 11  | 14   | 12    |
| 9                                                                       | Atlético Colegiales       | 8     | 2  | 5   | 1   | 9   | 12   | 8     |
| 10                                                                      | Club Bolívar              | 8     | 3  | 2   | 3   | 8   | 11   | 10    |
| 11                                                                      | Corinthians Paulista      | 8     | 1  | 5   | 2   | 7   | 9    | 10    |
| 12                                                                      | LDU Quito                 | 8     | 2  | 3   | 3   | 7   | 7    | 10    |
| 13                                                                      | Oriente Petrolero         | 8     | 2  | 3   | 3   | 7   | 6    | 10    |
| 14                                                                      | Deportes Concepción       | 8     | 2  | 3   | 3   | 7   | 9    | 14    |
| 15                                                                      | Universitario de Deportes | 8     | 1  | 4   | 3   | 6   | 5    | 8     |
| 16                                                                      | Táchira San Cristóbal     | 8     | 1  | 3   | 4   | 5   | 8    | 15    |
| 17                                                                      | River Plate               | 6     | 2  | 1   | 3   | 5   | 10   | 12    |
| 18                                                                      | Barcelona SC              | 6     | 0  | 3   | 3   | 3   | 5    | 9     |
| 19                                                                      | Sport Boys Callao         | 6     | 1  | 1   | 4   | 3   | 7    | 15    |
| 20                                                                      | CA Bella Vista            | 6     | 0  | 3   | 3   | 3   | 5    | 14    |
| 21                                                                      | Marítimo Caracas          | 6     | 0  | 2   | 4   | 2   | 4    | 10    |
| Podsumowanie: 90 meczów, w tym 34 remisy, 220 bramek – 2.44 bramki/mecz |                           |       |    |     |     |     |      |       |